# Sonate pour piano no 18 de Mozart
Pour un article plus général, voir Sonate pour piano.
Pour les articles homonymes, voir Sonate pour piano (homonymie).
La Sonate pour piano no 18 en ré majeur, K. 576, de Wolfgang Amadeus Mozart a été écrite à Vienne en juillet 1789. Elle fait probablement partie des six sonates commandées par la cour de Prusse en mai 1789.
Dans une lettre à son frère franc-maçon Johann Michael Puchberg, Mozart écrit « pendant ce temps, je suis en train d'écrire six sonates faciles pour le piano pour la Princesse Frederica (la fille de Frédéric-Guillaume II de Prusse) et six quatuors pour le roi ». Sur les six sonates ci-dessus, la KV 576 est l'unique sonate qu'a terminée Mozart, et en fait est la dernière des sonates pour piano de Mozart.
Le manuscrit se trouve à la British Library. La sonate a été publiée par Artaria en 1796.

## Analyse
La sonate se compose de trois mouvements:
1. Allegro, en ré majeur, à 
, 160 mesures, deux sections répétées deux fois (mesures 1 à 58, mesures 41 à 160) - partition
2. Adagio, en la majeur, à 
, 67 mesures - partition
3. Allegretto, en ré majeur, à 
, 189 mesures - partition

La durée de l'interprétation est d'environ 15 minutes.
Introduction de l'Allegro:
Introduction de l'Adagio:
Introduction de l'Allegretto: